# Taffia
Als Taffia bezeichnet man einen Branntwein,  der aus der braunen Melasse bei der Zuckergewinnung hergestellt wird. Die Melasse wird mit Wasser vermischt und in Gärung  versetzt. Bei der Herstellung von Rum wird nicht die Melasse, sondern der Sirup verwendet, so dass das entstehende Getränk einen höheren Alkoholgehalt aufweist.